# 1 Pułk Ułanów (5 DSP)
1 Pułk Ułanów – polski pułk kawalerii wchodzący w skład 5 Dywizji Strzelców Polskich i biorący udział w walkach z bolszewikami na Syberii.

## Historia
Po wyparciu przez oddziały Białej Armii adm. Kołczaka oddziałów Armii Czerwonej z Syberii, przebywający tam polscy żołnierze przystąpili do organizacji polskich oddziałów. Jednym z nich był oddział kawalerii. W sztabie Armii polskiej we Francji określano go jako II dywizjon 2 Pułku Szwoleżerów. W grudniu 1918 roku otrzymał nazwę 1 Pułku Ułanów. 
Pułk w składzie 3 szwadronów wszedł w skład utworzonej 5 Dywizji Syberyjskiej, spełniając zadanie kawalerii dywizyjnej. Podlegał bezpośrednio pod dowództwo dywizji. 
Po utworzeniu pułk brał udział w walkach w osłonie linii kolei transsyberyjskiej, przy czym działał pojedynczymi szwadronami. Brały one udział w walkach w rejonie Nowomikołajewska i Krasnojarska.
W dniu 10 stycznia 1920 roku w związku z kapitulacją 5 Dywizji Strzelców Polskich w stacji Klukwiennaja pułk przestał istnieć. Przy czym cześć żołnierzy pod dowództwem zastępcy dowódcy pułku mjr Anatola Jezierskiego, nie złożyła broni i przedarła się na teren Chin.

## Dowódca
- ppłk. Konrad Piekarski (1918-1920)